# Chi Bách tử liên
Bách tử liên hay Thanh anh (danh pháp khoa học: Agapanthus) là tên một chi thực vật có hoa trong phân họ Agapanthoideae thuộc họ Amaryllidaceae.
Một số loài Agapanthus thường được gọi là loài hoa huệ sông Nile (hoặc loài hoa huệ châu Phi ở Anh), mặc dù chúng không phải là huệ và tất cả các loài có nguồn gốc từ Nam Phi (South Africa, Lesotho, Swaziland, Mozambique) mặc dù một số đã trở được trồng ở những nơi rải rác trên khắp thế giới (Australia, Anh, Mexico, Ethiopia, Jamaica, vv).
Ranh giới giữa các loài không rõ ràng trong chi, và mặc dầu được nghiên cứu kỹ lưỡng, con số được các cơ quan thẩm quyền công nhận chỉ khoảng từ 6 đến 10 loài. Loài điển hình cho chi này là Agapanthus africanus. Nhiều cây lai, và giống cây trồng đã được tạo ra. Chúng được trồng trọt tại những khu vực ấm áp trên khắp thế giới.

## Các loài
- Agapanthus africanus (L.) Hoffmanns., 1824
- Agapanthus campanulatus F.M.Leight., 1934
  - Agapanthus campanulatus subsp. patens (F.M.Leight.) F.M.Leight., 1965
- Agapanthus caulescens Spreng., 1901
  - Agapanthus caulescens subsp. gracilis (F.M.Leight.) F.M.Leight., 1965
- Agapanthus coddii F.M.Leight., 1965
- Agapanthus dyeri Leight.
- Agapanthus inapertus Beauverd, 1912
  - Agapanthus inapertus subsp. hollandii (F.M.Leight.) F.M.Leight., 1965
  - Agapanthus inapertus subsp. intermedius F.M.Leight., 1965
  - Agapanthus inapertus subsp. pendulus (L.Bolus) F.M.Leight., 1965
- Agapanthus nutans Leight.
- Agapanthus praecox Willd., 1809
  - Agapanthus praecox subsp. minimus (Lindl.) F.M.Leight., 1965
  - Agapanthus praecox subsp. orientalis (F.M.Leight.) F.M.Leight., 1965
- Agapanthus walshii L.Bolus, 1920

## Hình ảnh

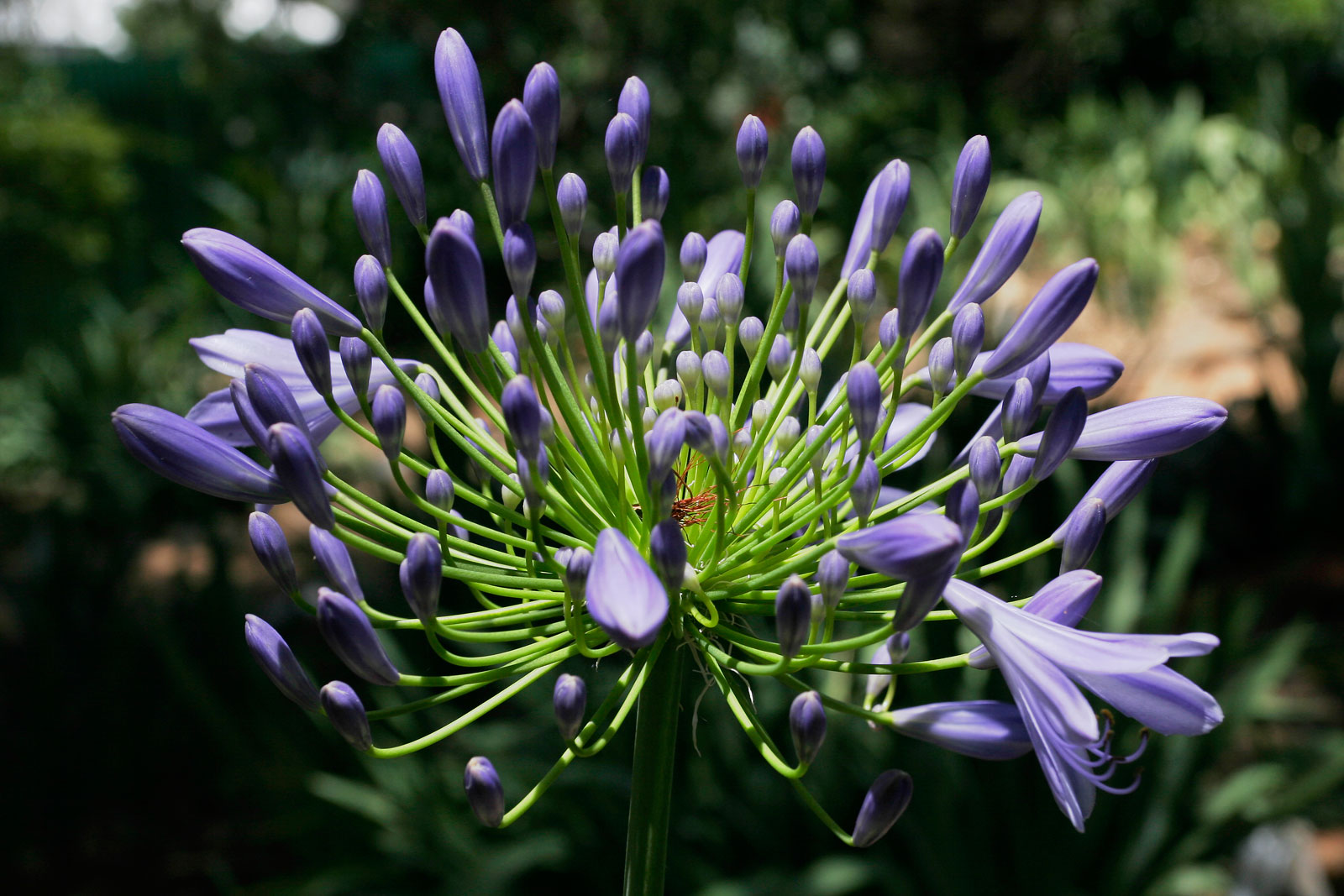
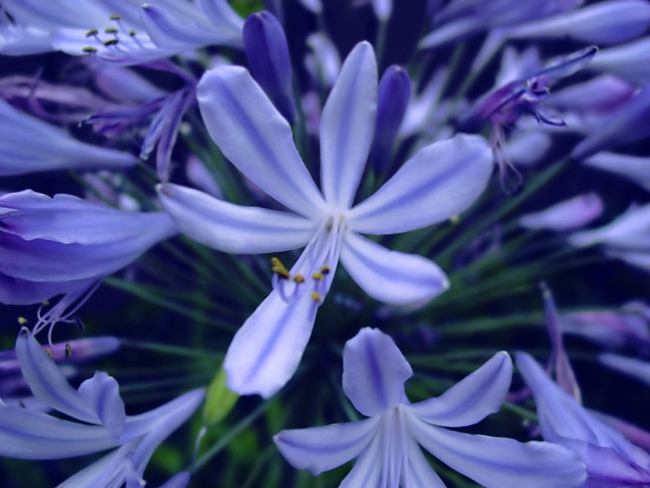
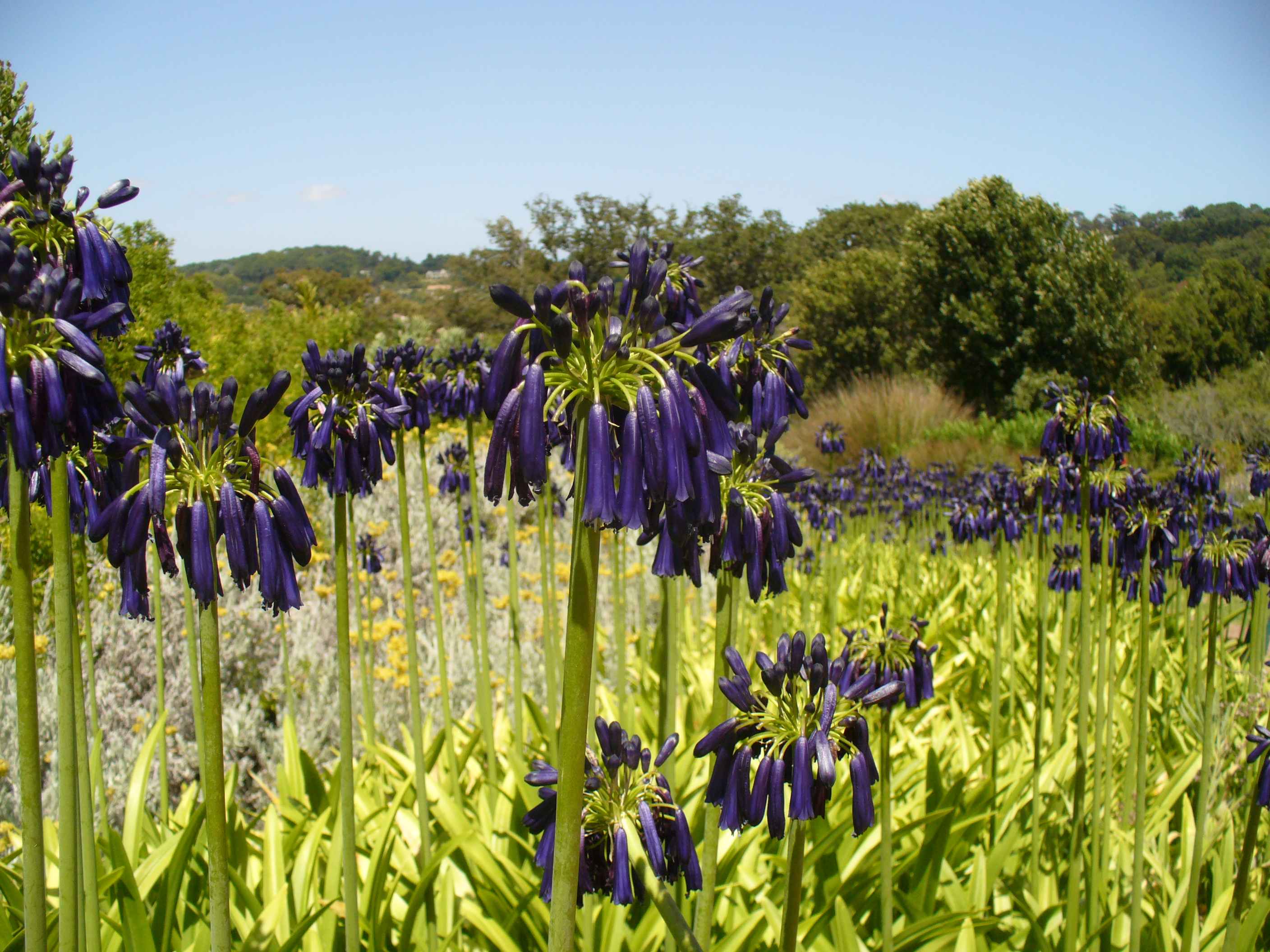
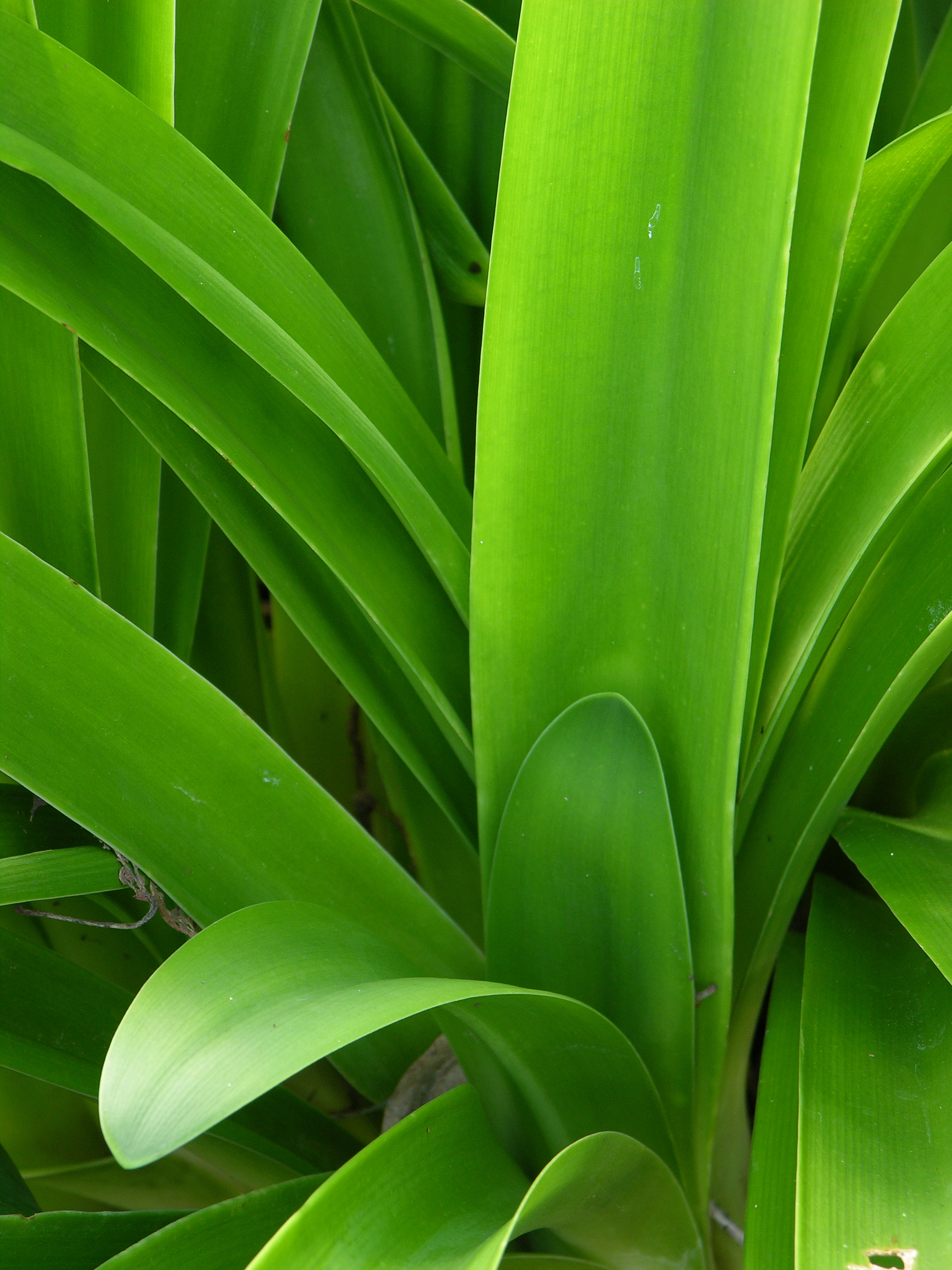